# Ніншубур
Ніншубур (𒀭𒎏𒋚,; Ninšubur, «Господиня Субарту» або «Господиня слуг»), також пишеться як Ніншубура — месопотамська богиня, яка вважалася сукалкою (божественною помічницею) богині Інанни. Хоча погоджено, що в цьому контексті Ніншубур вважалася жіночим божеством, а в інших випадках — чоловічим, можливо, через синкретизм з іншими божественними посланцями, такими як Ілабрат. Ні в яких відомих джерелах немає певної інформації про її генеалогію, і зазвичай вона вважалася неодруженою. Як суккалка, вона функціонувала і як божество-посланниця, і як посередниця між іншими членами пантеону та людьми-прохачами.
Завдяки вірі в те, що вона могла заступитися перед божествами вищого рангу, Ніншубур була популярна в повсякденній релігії. Відомо багато теофоричних імен, пов'язаних із нею, а також інших згадок про особисте поклоніння. Її початковим культовим центром був Аккіл, але в ранній династичний період їй вже поклонялися в сусідньому Уруку. Її також включили до пантеону держави Лагаш, де її культовим центром був Гірсу. Багато царів цієї області вважали її своїм особистим божеством. У період Третьої династії Уру вона також була представлена в Урі. Інші міста, де поклонялися Ніншубур, включають Адаб, Ніппур, Малгіум тощо.
У міфах Ніншубур зображується як супутник Інанни і допомагає їй під час різних подвигів. У «Сході Інанни в підземний світ» вона відповідає за забезпечення повернення Інанни, благаючи Енліля, Нанну та Енкі. Після воскресіння Інанна захищає її від галла-демонів, посланих знайти когось, хто замінить її в країні мертвих. Скорбота Ніншубур контрастує зі ставленням Тамуза, що зрештою призводить до його смерті у творі. У «Інанна та Енкі» Ніншубур допомагає Інанні втекти від слуг Енкі після крадіжки ме.

## Імена

### Ніншубур
Франс Віггерманн перекладає ім'я Ніншубур як «Господиня Субарту» або альтернативно «Господиня слуг» (або «Господиня субарських слуг»), виходячи з іншого значення другого елемента, шубур, «слуга» і з посиланням на її роль як доброзичливого божества-посередника. Більш ранні переклади, наприклад Уілфреда Г. Ламберта з 1976 року, який спирався на два лексичні списки з І тисячоліття до нашої ери, пояснюючи це як bel erseti — «володар землі» або «володар підземного світу», — вважаються помилковими, оскільки жодне інше джерело не пояснює значення šubur як erseti. Цілком можливо, що це незвичайне розуміння ґрунтувалося на місцевій традиції, яка асоціювала Ніншубур з Нергалом.
Шумерський термін «Шубур» або «Субір» (Субарту) спочатку позначав територію на північ від Месопотамії. Як у стародавніх документах, так і в минулій науці терміни «субарту» та «субари» зазвичай стосуються хурритів. Ніншубур описується як жителька «гірських земель Субарту (kur šubur)», привезених до Месопотамії Уту в ранньодинастичний період. Існує розповідь про те, як бог сонця подорожує до різних гірських районів, щоб привезти звідти божеств або тварин. Цілком можливо, що відгомони асоціації Ніншубур з Субарту збереглися аж до неоассирійського періоду в текстах, що стосуються Папсуккала.
У той час як dnin-šubur був стандартним написанням імені Ніншубур в клинописі, варіант із суфіксом родового відмінка (-ak) також засвідчений у різноманітних джерелах, включаючи особисті імена періоду Третьої династія Уру та старовавилонські літературні тексти. Віггерманн додатково стверджує, що іноді ім'я перекладалося просто як Шубур, але це припущення не є загальновизнаним. Крім того, відомі дві форми імені Ніншубур на діалекті Емесаль: Гашаншубур, що означає жіночу форму цього божества, і Умуншубур, що означає чоловічу, хоча про останню відомо лише з одного джерела.

### Нінаккіль
Нінаккіль, «господиня та Аккіл», був титулом, що застосовувався до Ніншубур як богині-покровительки Аккіла. Франс Віггерманн припускає, що вона зустрічається вже в гімнах Заме, виходячи з можливої ідентифікації теоніма AB.KID.KID як Аккіл, а його однойменного божества-опікуна — як Нінаккіл. Їй присвячений тридцять дев'ятий (із сімдесяти) гімн. Цю ідентифікацію також підтримує Джоан Гуднік Вестенгольц.Манфред Кребернік та Ян Лісман у своєму коментарі до цього тексту стверджують, що не можна з упевненістю встановити, що AB.KID.KID та його божество dNIN.AB.KID.KID — це обов'язково Аккіл та Нінаккіл відповідно, як зазвичай припускають на основі пізнішої традиції написання топоніма Аккіл як AB.KID, хоча і не виключають такої можливості. Зрештою вони дійшли висновку, що dNIN.AB.KID. KID мав бути принаймні аналогічним Ніншубур, оскільки описано, що обидва божества виконують однакову роль по відношенню до Інанни.

### Нін-ШУБУР.AL
Теонім Нін-ШУБУР. AL може бути або альтернативною формою імені Ніншубур, або окремим божеством, хоча і з аналогічною назвою. Манфред Кребернік і Ян Лісман пропонують читати це ім'я як Ninšuburmaḫ. У «Гімнах Заме» шістдесят четвертий гімн присвячений цьому божеству, з відповідним культовим центром GIN2.U9.ŠA3.GA (читання непевне). Те саме божество також засвідчено в ранньодинастичному списку богів з Фари, між двома окремими записами для Ніншубур, але його немає в аналогічному тексті з Абу Салабіха, де зустрічаються лише два Ніншубур. Зрештою, особистість цього божества залишається невизначеною.

### Суккаланна
Суккаланна, «небесний візир», засвідчено як альтернативне ім'я Ніншубур. Це її найпоширеніший епітет, який також зустрічається як теофорний елемент в іменах періоду Третьої династії Уру. Зі старовавилонського періоду воно починає чергуватися з sukkal-zi- Eanna, що, на думку Франса Віггерманна, ймовірно, вказує на те, що елемент anna розумівся як абстрактний іменник «небо», а не як посилання на бога Ану.

### Інші імена
Загалом у списку богів An = Anum перераховано чотирнадцять імен і титулів Ніншубур (табличка I, рядки 31-44). На додаток до основного імені вони включають Какка, Меніннуанна («п'ятдесят постанов небес»), Іґалла («великі двері», спочатку окреме божество), Кабанінукурру («чия обіцянка не може бути змінена»), Анзаґалла («почесне місце»), Аншаркін («хто керує цілим небом»), Аншарґія («хто здійснює владу над усім небом»), Еннун («умиротворюючий пан»), den-ḫun-ga2- ŠE3 («владика, що бере участь у заспокоєнні»), dŠUBUR-ḫa-mun і Sagilla («хто підносить»). Оскільки всі назви мають складні шумерські пояснення, Райан Д. Вінтерс припускає, що цей розділ міг бути включений до An = Anum з іншого джерела. Старовавилонський попередник An = Anum перелічує лише два імені Ніншубур: Ніншубур і dḫa-mun- ŠUBUR.
Додаткові імена Ніншубур можна знайти в An = Anum ša amēli (рядки 61-69), пояснювальному списку богів, зосередженому на епітетах головних божеств, у якому її розділ з'являється між іменами Шали та Нінурти. Окрім основної назви, вони включають dSUKKAL (логографічний запис назви), Папсуккал, Папгал, Іґалла, Ґанду, Ґанґу, Ґанґу, dLAMMA та Дукуґа. Назви Ґанду та Ґанґу, ймовірно, є варіантами одне одного і можуть бути пов'язані з терміном, що стосується частини дверей; Дукуґа походить від Дуку, міфічного місця, на честь якого був названий тип сидінь, розташованих у храмах.

## Характер
Ассиріологи вважають Ніншубур «найпершою і найважливішою» суккалкою, пов'язаною з божествами, яким вона служила «не як причина і наслідок, а як наказ і виконання». Двома її основними функціями були «богиня-заступниця» і «архетипова помічниця богів». Вона служила Інанні, а також Ану і, відповідно, всьому божественному зібранню. Асоціація з Ану відома з джерел, починаючи з часів правління Третьої династії Ура, і може бути вторинним розвитком, коли Інанна була її основною та початковою коханкою. Вважалося, що Ніншубур, як суккалка Інанни, виконує божественні правила та розпорядження від її імені. Її роль як популярного божества-посередника в месопотамській релігії випливає з її позиції слуги головних божеств, що призвело до переконання, що вона здатна виступати посередницею зі своїми господарями від імені людських прохачів. Гімн (CBS 14073) описує її як служанку не лише своїх звичайних господарів, але й Енліля, Енкі, Дамгальнуни, Нанни, Нінгаля, Нінурти, Нінхурсага та Уту. Франс Віггерман зазначає, що зв'язок Ніншубур із божественним зібранням, яке розглядають як єдине ціле, вказує на те, що хоча вона ділила багато своїх ролей з іншою добре відомою суккалкою, Нускою, вона в кінцевому рахунку вважалася вищим членом пантеону.
На додаток до свого звичайного титулу Ніншубур також могла називатися суккал анна, «небесна помічниця». Напис Рім-Сін I згадує її як sukkalmaḫ. На думку Віггерманна, хоча цей термін засвідчує адміністративний ранг і в цьому контексті стосується чиновника, відповідального за управління діяльністю кількох людей, що мають ранг суккалки, немає жодних вказівок на те, що він мав подібне значення, коли застосовувався до божеств, і в цьому контексті його використання, найімовірніше, мало на меті лише звеличення носія. Ніншубур також згадувався як sukkalmaḫ в Малгіумі, хоча, згідно з Рафаелем Кучером, у цьому випадку використання цього титулу слід вважати результатом еламського культурного впливу. Ніншубур також може називатися SAL.ḪÚB2. Загалом цей термін мало засвідчений, і припускається, що він стосувався божества, яке вважалося суккалом, яке вважалося емоційно близьким до свого пана чи леді. У більшості випадків SAL.ḪÚB2 з'являється в літературних текстах паралельно з «sukkal». Ніншубур — єдине божество, яке називають SAL.ḪÚB2 у більш ніж одному чи двох джерелах, з семи випадків, відомих станом на 2014 рік. dNIN.АВ.КІД.KID, який може бути ідентичним Ninshubur, вже описаний як SAL.ḪÚB2 Інанни в тридцять дев'ятому «Гімні Земе». Ніншубур також згадується під цим титулом у старовавилонському присвятному написі часів правління Самсу-ілуни. В іншому тексті вона описана як «улюблена SAL.ḪÚB2 Інанни» і з'являється в короткому списку членів її сім'ї відразу після Думузі.
Відома низка згадок про Ніншубур як «матір землі». Теологічний текст, складений за часів правління Третьої династії Ура, стверджує, що «Ніншубур займає землю», і включає її до числа богів найвищого рангу, поряд з Енлілем, Нінлілем, Нанною, Інанною, Енкі, Нергалем, Нінуртою та Нускою. Обожествлений герой Ґільґамеш також з'являється в ньому, здавалося б, для того, щоб підняти його місце серед богів завдяки його ролі в царській ідеології того часу. Габор Зойомі зазначає, що гімн, присвячений Ніншубур в ролі «матері землі» (BL 195, відомий на табличці Ash. 1911. 326 з Ешмолівського музею) використовує численні топоси, пов'язані з достатком у шумерській літературі, наприклад, будівництво загонів для худоби та овець під її командуванням, які інакше не асоціюються з нею. В іншому гімні (CBS 14073) згадується як її роль божественної служительки, так і роль «матері землі». На додаток до цієї метафоричної ролі, Ніншубур також називали «матір'ю» в особистих іменах. Однак, за словами Джулії М. Ашер-Грев, згадки про неї як про справжню «біологічну матір» є рідкісними та незвичними. Можливо, що саме цей аспект її характеру був причиною її незвичного та неперевершеного розміщення у старовавилонському списку марійських богів, де вона стоїть після Нінхурсаг та Нінтур і перед Аруру.
Деякі гімни вказують на те, що Ніншубур іноді приписували роль божественної цілительки.

## Стать
Сучасна точка зору серед ассирологів полягає в тому, що Ніншубур завжди вважалася жіночим божеством, коли асоціювався з Інанною. У той же час багато авторів припускають, що Ніншубур був чоловіком, коли його асоціювали з Ану. Хоча список богів другого тисячоліття до н. е. An = Anu ša āmeli пояснює, що «Ніншубур — це Папсуккал, коли йдеться про Ану», а Папсуккал — це ім'я божества-посланця чоловічої статі, Франс Віггерманн стверджує, що єдині тексти ІІІ тисячоліття до н. е., які визначають стать Ніншубур, стверджують, що вона була богинею, а не богом. Однак Манфред Кребернік і Ян Лісман припускають, що два окремих Ніншубур, один чоловічий (Інанна) і один жіночий (Ану), були визнані вже в ранньодинастичний період, оскільки це ім'я зустрічається двічі в списках богів з Абу-Салабіха і Фара. Габор Зойомі, тим не менш, перекладає уривок, пов'язаний з роллю Ніншубур як слуги Ану, як такий, що ставиться до неї як до жіночого божества. Тексти з Лагаша ранньодинастичного періоду згадують Ніншубур виключно як богиню, як стверджує Тошіко Кобаяші. За словами Маркоса Суч-Гутьєрреса, докази з Адаба не зовсім переконливі, хоча можуть вказувати на жіночу версію цього божества, якому також поклонялися там, незважаючи на засвідчений зв'язок з Ану.
У більшості аккадських текстів Ніншубур вважався чоловіком, хоча, можливо, існували винятки. За словами Рафаеля Кучера, Ніншубур міг розглядатися як жіночий у Малгіумі, коли йому поклонялися разом з Ульмашітумом, хоча Дуглас Фрейн розглядає це божество як чоловіче у своєму перекладі напису з цього місця. У старовавилонський і каситський періоди в Ніппурі Ніншубур також вважався жінкою. Однак наразі невідомо, чи її ім'я на каситських печатках стосується бога чи богині.
Урі Габбай припустив, що особистість Ніншубур була дзеркалом гала-духовенства, але ця точка зору не підтримується іншими дослідниками, оскільки незалежно від статі Ніншубур ніколи не описувалася як гала, і єдиною подібністю між нею та цим класом духовенства була їхня спільна здатність заспокоювати певних божеств. Вольфганг Геймпель запропонував інше рішення, а саме те, що три окремі божества мали однакове ім'я, одне жіноче (за його словами, знайдене, наприклад, у зв'язку з Інанною в Урі) і два чоловічі (одне пов'язане з Ану, а інше поклонялося в Гірсу), без двозначності статі в будь-якому випадку. Однак питання про стать Ніншубур в деяких випадках було незрозумілим для стародавніх писарів, причому один старовавилонський гімн (CBS 15119+), можливо, був спробою узгодити суперечливі твердження, описуючи Ніншубур (визначеного як жінки в цьому контексті Франсом Віггерманном) як одягненого в жіночий (ліва сторона) і чоловічий (права сторона) мантії.
Думка про те, що Ніншубур був чоловіком як слуга Ана в шумерських текстах третього тисячоліття до нашої ери, спирається на широко прийняте припущення, що суккал божества відповідав їхній статі. Однак Амасагнуді, яка у відомих джерелах вважається богинею і в одному випадку прирівнюється до жіночої статі Ніншубур, у старовавилонському документі також була суккалкою Ану. Сама Ніншубур з'являється як суккалка Нергала замість Угура чи Ішума (обидва чоловіки) у шумерському тексті, датованому старовавилонським періодом.
Ніншубур не був єдиним месопотамським божеством, стать якого змінювалася у стародавніх джерелах, інші приклади включають Нінкасі (божество пива, жіноче у попередніх джерелах, але часом перетворюється на чоловіка), подружжя Нінсікіла та Лісін, статі яких у деяких випадках змінювалися, Усур-амассу, описаний як син Адада в списку богів Ан = Анум, але як його дочка в джерелах з Урука з І тисячоліття до н. е. і божество Венери Нінсіанна, чия різна стать може бути пов'язана з подвійною роллю як уособлення як ранкової, так і вечірньої зірки.

### Синкретизм із чоловічими божествами
Було припущено, що різниця в статі Ніншубур пов'язана з синкретизмом між нею та чоловічим аккадським богом Ілабратом. У текстах ІІ тисячоліття до нашої ери Ніншубур і Ілабрат співіснували. Припускається, що принаймні в деяких випадках ім'я «Ніншубур», коли його розглядали як чоловіче, було логографічним написанням імені Ілабрат, наприклад, марійською мовою в особистих іменах. Проте, Ітіро Наката перераховує єдиний випадок імені з цього міста, в якому Ніншубур, згідно з його аналізом, розглядається як жіноче божество.
Ніншубур був додатково синкретизований із Папсуккалом, спочатку суккалом Забаби, бога-покровителя Кіша. Зростання популярності Папсуккала за рахунок інших подібних діячів, таких як Ніншубур, ймовірно, пов'язане з присутністю слова суккал у його імені. Хоча зв'язок між ними вже засвідчено в списку богів An = Anum, злиття було завершено лише в період Селевкідів в Уруку. Папсуккалу не поклонялися в цьому місті в попередні періоди і, на відміну від Ніншубура, він лише рідко з'являвся як сімейне божество чи в особистих іменах, але в контексті так званої «антикварної теології», яка в основному спиралася на списки богів, які склалися в Уруку під правлінням Ахеменідів, він був повністю ототожнений з Ніншубуром і таким чином став Суккал Ану і одне з вісімнадцяти головних божеств міста. Пізній синкретичний Папсуккал не розглядався як суккал Ану та Іштар, а скоріше Ану та Анту як пара.
Незважаючи на синкретизм, що веде до сприйняття Ніншубур як чоловічого божества, можливо, що богиня Амасагнуді, якій поклонялися разом із Папсуккалом в селевкідському Уруку, спочатку була епітетом жіночої Ніншубур, проявом її чи принаймні подібної богині, яка розділяла роль сукалу Ану. Франс Віггерманн перекладає це ім'я як «мати, яку неможливо відштовхнути».
Джулія Крул припускає, що на злиття двох божеств із двору Енкі, чоловічого Ісімуда та жіночого Ара, міг вплинути подібний процес за участю Ніншубура. У An = Anum (табличка II, рядок 275) Ніншубур також прирівнюється до іншого божества, пов'язаного з Енкі, Гадала-абзу, «одягнений у льон абзу», хоча в цьому випадку обидві фігури розуміються як чоловічі.

## Атрибутика та іконографія

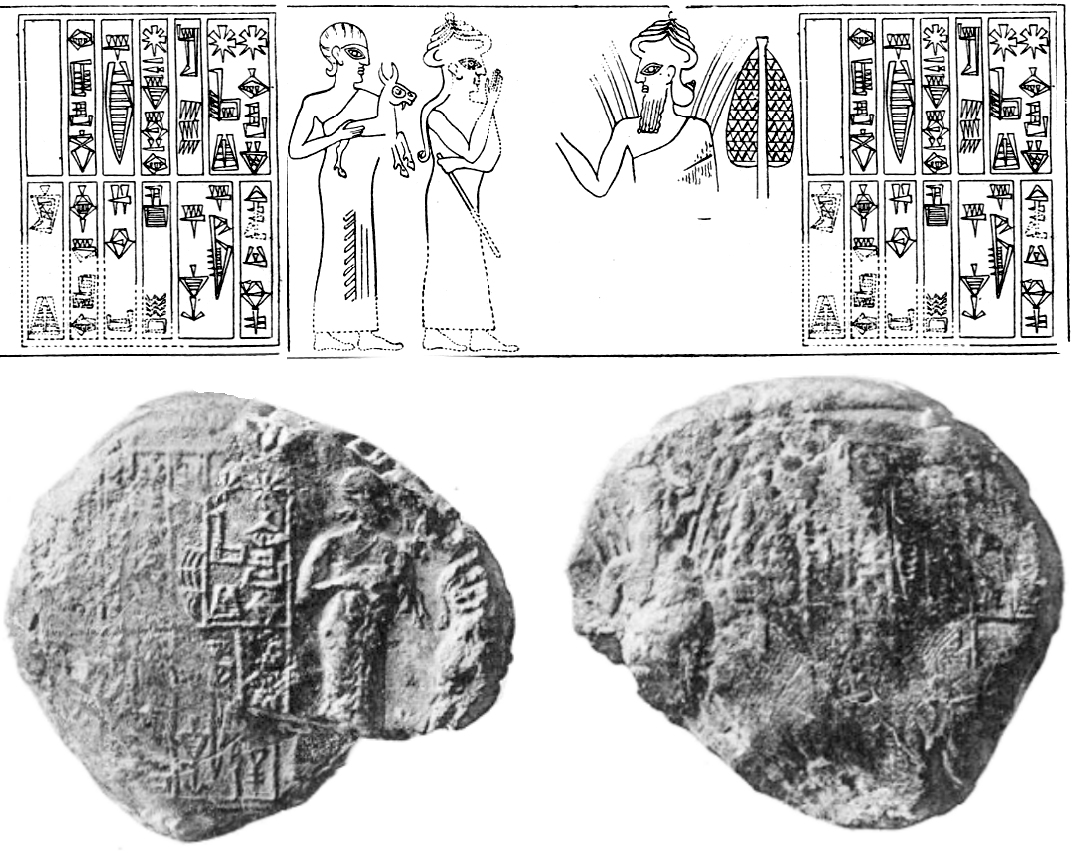
Печатка Лугаль-ушумгала як слуги Нарам-Сіна, можливо, із зображенням Ніншубур

Атрибутом Ніншубур був жезл, знак її посади як суккалки, що представляє право на правління, надане їй її господарями. Можливо, вважали, що Ніншубур так дарувала подібні привілеї царям. Божественні слуги інших богів також були зображені з жезлами, включаючи Аллу (Нінгішзіда), Ісімуда (Енкі) і Нуску (Енліля). Очікувалося, що суккал/ка буде йти попереду свого господаря, ведучи шлях зі своїм жезлом. Інші об'єкти, пов'язані з Ніншубур, включали двері та взуття, а її епітет в одному джерелі — «чиста служителька взуття з лазуриту». За словами Джулії Крул, цей титул присвоєно Ніншубур Інанною в пізньому варіанті одного з міських плачів. Він міг відображати її «важкі подорожі на службі у своєї дами».
Дуже небагато зображень жіночого Ніншубур були точно ідентифіковані, хоча можливо, що вона є божеством на печатках Лугал-ушумгала, правителя Лагаша під час правління Нарам-Сіна з Аккаду та його сина Шар-Калі-Шаррі. Також відомо, що під час будівельних ритуалів фігурки Ніншубура в деяких випадках ховали під храмами інших богів. «Лист-молитва», яка, ймовірно, стосується статуї Ніншубур згадує, що божество мало «обличчя, яке випромінювало привабливість», і описує статуру Ніншубур в термінах, подібних до тих, які іноді застосовують до Інанни.
Було припущено, що в Гірсу, де Ніншубур розглядалася як дружина Месламтеа (у цьому контексті це ім'я Нергал), її можна ідентифікувати як богиню, супроводжувану його символічною складовою твариною, «левом-грифоном», подібно до того, як Гештінанну супроводжував мушхушшу, символ її чоловіка Нінгішзіди, і що на давньовавилонських печатках подвійна лев'яча булава, що асоціюється з Нергалом, може представляти Ніншубура в ролі спорідненого з ним божества.
Сузір'я Оріона, відоме в стародавній Месопотамії як Сіпазіанна, «істинний небесний пастир», вважалося астральним символом Ніншубур, а також Ілабрату та Папсуккала.

## Асоціація з іншими божествами

### Сім'я та влада
Не існує чітких доказів щодо походження Ніншубур, яке вважається незвичайним у світлі її важливості в релігії Месопотамії. У ранніх джерелах вона зазвичай не мала чоловіка. У Гірсу вона була дружиною Месламтеа що в цьому контексті слід розуміти як прізвище, яке використовувалося для позначення Нергала в ранніх джерелах із міст південної Месопотамії. Маркос Сух-Гутьєррес зазначає, що, можливо, ця традиція була також відома в Адабі, де Ніншубур з'являється поряд із Месламтеа у двох списках приношень. Франс Віггерман зазначає, що поєднання Нергала з Ніншубуром є незвичним, оскільки вона була єдиною богинею, яку іноді вважали його дружиною, яка мала чітко визначену роль, окрім ролі його дружини, іншим винятком була Ерешкігаль. Він припускає, що оскільки багато засвідчених подружжя Нергала, такі як Маммітум або Адму, можливо, були пов'язані із землею, ця роль Ніншубур була пов'язана з її функцією «володарки землі». Жодних інших прикладів того, щоб Ніншубур вважалася дружиною іншого божества, не відомо. В одному джерелі Ніншубур згадується як сукалка Нергала, а не його дружина. Діна Кац на підставі зв'язку між цими двома божествами припускає, що традиція, яка пов'язувала Ніншубур із підземним світом, могла існувати в ранні періоди, але зазначає, що жодних потенційних посилань на це немає в жодних джерелах, що датуються старовавилонським періодом.
An = Anum містить списки п'яти дочок (таблиця I, рядки 48-52) і чотирнадцяти синів (таблиця I, рядки 53-66) чоловіка Ніншубура, які ніде більше не засвідчені. Згідно з Франсом Віггерманном, не можна автоматично припускати, що вони були пов'язані з жіночою Ніншубур у попередні періоди, хоча через її велику важливість, проте, можливо, принаймні частина інформації, що стосується сім'ї та придворних, згадана в An = Anum, походить із текстів, зосереджених на ній, а не на будь-якому з її колег чоловічої статі. Дочки включають dPAP.PAP,Ḫedu, Ніннедубі, Нікіта та Мунус-сага. Прочитання першого імені є невизначеним, оскільки вважаються можливими як Куркур, так і Папа, широко поширене гіпокористичне ім'я в ІІІ тисячолітті до нашої ери. Нінхедубі також засвідчено разом із Папсуккалом у ритуалі відновлення дверей. Імена цієї богині, а також її сестри Еду, ймовірно, спочатку були похідними від терміну ḫé-du7, буквально «нехай це личить», метафорично «прикраса», але пізніше стали переосмислюватися як посилання на архітектурні терміни, оскільки ḫé-du7 (запозичене аккадською як ḫittu) також могло означати «архітрав». Також не виключено, що ім'я Нінкіта можна трактувати як «паничка порога».
An = Anum посилається на Маґіру («слухняний») як на «вісника» (gu-za-lá) святилища Ніншубур в Аккілі (табличка I, рядок 255), хоча те саме божество також згадується поряд із Шері як один із двох биків Адада (табличка III, рядки 233—234), що, згідно з Вілфредом Г. Ламбертом, слід вважати незвичайним. Даніель Швемер стверджує, що останнє засвідчення, ймовірно, є помилкою писаря, оскільки Шері традиційно поєднується з Уррі, а не з Маґіру. Як старовавилонський попередник An = Anum, так і сам An = Anum (табличка I, рядок 48) також надають Ніншубур удуга (у цьому контексті різновид другорядного божества-захисника) на ім'я Егубідугга («який дозволяє дому приємно звучати»).

### Ніншубур та Інанна
Ніншубур, під варіантом імені Нінаккіль, уже розглядається як слуга Інанни в «Гімнах Заме» з раннього династичного Абу Салабіха. Франс Віггерманн описує стосунки між ними як дуже тісні. Вважалося, що Інанна присвоїла їй титули Ніншубур і зробила її сукалкою. У гімні (CBS 14073) Інанна ласкаво зверталася до Ніншубур як «моя мати». В іншому вона називається «коханою слугою» і з'являється відразу після Тамуза та перед іншими родичами. Ніншубур вважався охороницею таємниць Інанни та її порадницею хоча, за одним текстом, остання могла висміювати пропоновані поради, як неправильні, так і правильні. Ніншубур також була здатна «задобрити» Інанну, і одним із її епітетів був «хто лестить серцю Інанни». Різноманітні епітети, пов'язані з цією функцією, збережені в списку богів An = Anum. Крім того, присвячений їй храм, місцезнаходження якого наразі невідоме, носив назву Е-шатезу, «дім, який знає заспокоєння серця». Це засвідчено в гімні, присвяченому царю Шульгі, хоча невідомо, чи відповідає він спорудам, присвяченим Ніншубуру, згаданим у текстах його правління.
Роль посередника між головним божеством і шанувальниками, яку відігравав Ніншубур у культі Інанни, порівнювали з тією, яку відігравали подружжя інших великих богів, наприклад Айя щодо Шамаша або Шала щодо Адада.
Шумерські літературні каталоги перераховують принаймні 7 гімнів, присвячених Ніншубур які на основі збережених інципітів описують її плач про те, що сталося з Інанною.

### Богині Ніншубур іЛамма

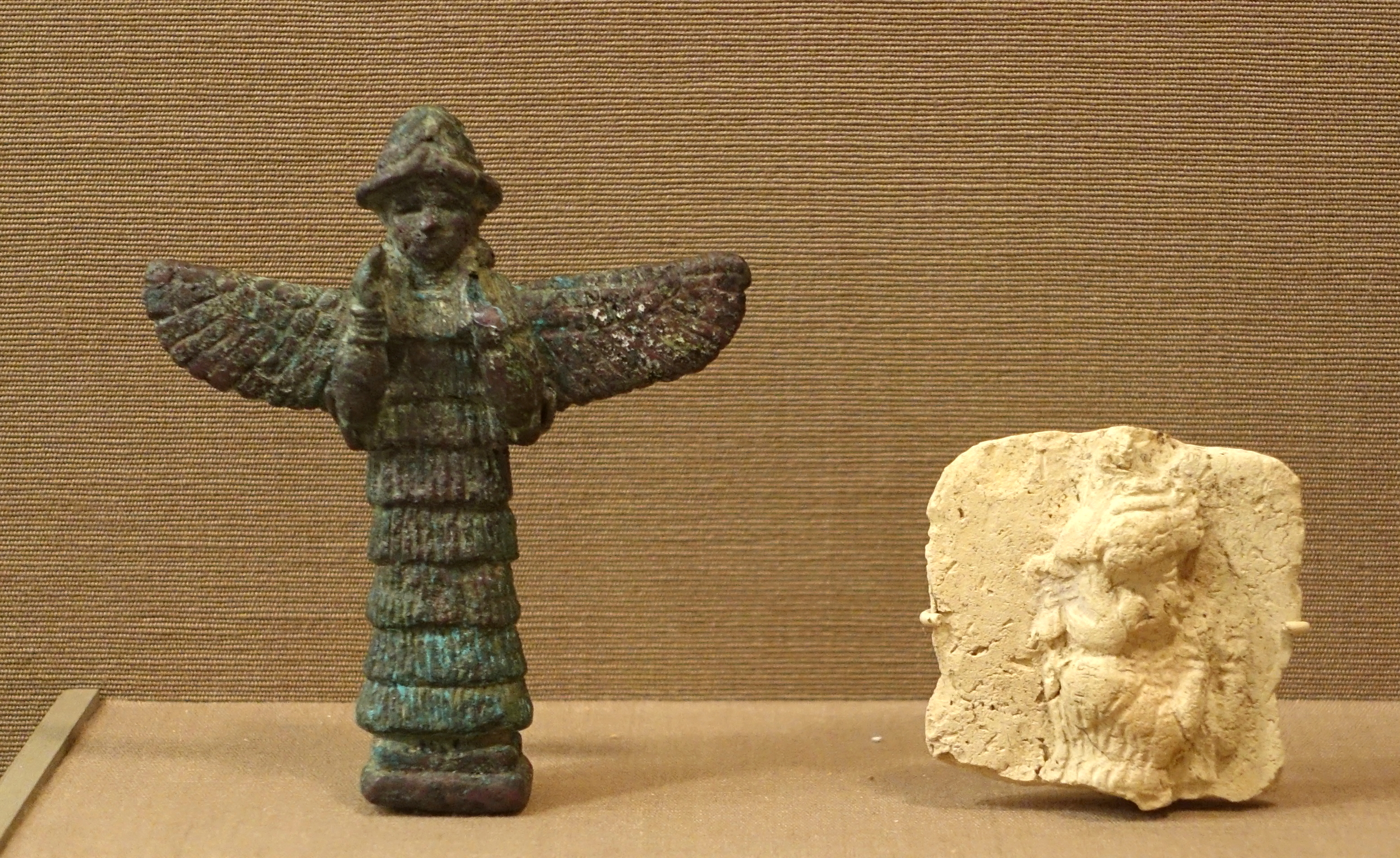
Зображення богинь Ламма періоду Ісін-Ларса, 2000—1800 рр. до н. е. Музей Східного інституту Чиказького університету.

Ніншубур асоціювався з Ламмою, класом другорядних богинь, ймовірно, через їх спільну роль у заступництві між смертними та божествами вищого рангу. В An = Anum ša amēlid Ламма вказана як титул Ніншубур як божества, пов'язаного з цими богинями (ša la-ma-si). Джулія М. Ашер-Грів пояснює характер Ламми як «богинь-захисниць і опікунок» і зазначає, що вони є фігурами, які найчастіше з'являються в так званих «сценах презентації» в стародавньому месопотамському мистецтві, в яких друга богиня (Ламма) веде людину до сидить головного божества. Ламма також могла бути позначенням конкретних богинь у контекстах, у яких їхні функції були аналогічні тим, які зазвичай виконують ця категорія божеств, причому Гудеа іноді називав богів Ануна (у цьому контексті збірний термін для основних божеств) «Ламма всіх країн». Природу Ламми можна порівняти з сучасною концепцією янгола-охоронця.

### Інші асоціації
У Марі Какка місцева богиня-цілителька, засвідчена лише в особистих іменах, асоціювалася з Ніншубур, а також із богинею медицини Нінкаррак. Це божество, швидше за все, слід розглядати як відмінне від Какка, суккала Аншара, відомого зі списку богів Ан = Анум (де богиня медицини Какка з'являється окремо в розділі Нінкаррака) і з пізнішого міфу «Енума Еліш». Ніншубур ототожнювалася з останнім Какка в An = Anum, але лише в особливій ролі «тієї, хто тримає великий скіпетр» (табличка I, рядок 31). Зв'язок ще не засвідчений у старовавилонському попереднику An = Anum, у якому Какка зустрічається в контексті, що вказує на те, що мається на увазі жіноче божество. За словами Раяна Д. Вінтерса, можливо, що самець Какка був вторинним розвитком, і його роль у літературних текстах була за зразком чоловіка Ніншубур.
В одному старовавилонському листі Ніншубур асоціюється з Лугалнамтаррою, божеством, можливо аналогічним Намтару, і закликає їх обох, щоб благословити одержувача. Лугалнамтарра, а також божество, чиє ім'я було написане як dSUKKAL, яке, за Одеттою Буавен, могло бути аналогічним Ніншубур, обидва з'являються разом із Шамашем у текстах з архівів Першої Сілендської династії замість його звичайних супроводжуючих (таких як Бунене). Акурдуана, один із царів Сіленду, включив у свою царську титулатуру титул «слуга Уту та Ніншубур». В Ісіні Ніншубур натомість була включена в оточення богині медицини Нінісіни. Відповідно, вона з'являється в списку богів Ісін у розділі, де перераховуються божества, пов'язані як з Нінісіною, так і з Інанною. Інші члени цієї групи, які поділилися цим статусом, включають Нінігізібару та Нінінуну. Франс Віггерманн стверджує, що також відоме свідоцтво про те, що Ніншубур з'явилася разом з Аламмушем у дворі Нанни. У ранньодинастичному списку богів Абу Салабіха вона з'являється наступною за дружиною Нанни Нінгаль. У Малгіумі в старовавилонський період вона, мабуть, виконувала роль суккалки щодо Улмасітум. У Ніппурі принаймні в сфері культу вона була пов'язана з колом місцевої богині Нінтінугги.
У формулі привітання в останньому з старовавилонської Ларси Ніншубур поєднується з інакше невідомою богинею Марат-умі, «донькою дня» або «донькою бурі». В одному заклинанні, датованому кінцем ІІІ тисячоліття до нашої ери, яке, можливо, є частиною будівельного ритуалу, вона з'являється поруч із божественним гончарем Нунурою. В іншому випадку вона рідко зустрічається в магічних текстах, хоча вона засвідчена в заклинанні періоду Ур III разом із Асаллухі, а в пізньому тексті про прикмету про печінку «рука Ніншубур» вказано як один із можливих діагнозів.

## Богослужіння
Існують докази створення культових статуй і вотивних приношень, присвячених Ніншубур, з різних місць уже в ранньодинастичний період. Завдяки своїй заступницькій ролі вона була популярною у сфері особистого поклоніння, зокрема як сімейне божество. Вона також була серед божеств, яких називали теофоричними іменами у багатьох періодах.

### Аккіль, Урук і Бад-Тібіра
Аккіль, де поклонялися Ніншубур як слузі Інанни, вважався її головним культовим центром. Вона згадується як богиня цього місця у Храмових гімнах, хоча Вальтер Саллабергер зазначає, що її можна вважати одним із членів групи божеств, пов'язаних з Уруком у цьому контексті, подібно до Думузі та Нінґіріми. Франс Віггерманн не впевнений, чи слід тлумачити Аккіль як місто чи храм, і віддає перевагу останньому тлумаченню через відсутність посилань на нього в економічних текстах. Натомість Джоан Гуднік Вестенгольц у пізнішій публікації дійшла висновку, що це місто, розташоване неподалік від Бад-Тібіри. Храм Ніншубур, розташований у цьому поселенні, був Е-(а)аккіл, чия церемоніальна назва була перекладена Ендрю Р. Джорджем як «дім плачу». Місто слід відрізняти від храму Папсуккал у Кіші, також відомого як Аккіл, і від святилища Манунгал, богині в'язниць, що також носить таке ім'я. Відомо про низку предметів, присвячених «Ніншубур з Аккіла», включаючи артефакти ранньодинастичного періоду та посудину з написом жерців санги Інанни з Урука періоду третьої династії Уру. Деякі з перших були присвячені їй окремим Ур-Аккіллою, який, імовірно, був особливо відданий їй, про що свідчить його власне ім'я, а також ім'я його дочки Ган-Шубур.
У ранньодинастичний період культ Ніншубур вже був встановлений в Уруку, як вказують вотивні написи, і вважається можливим, що він був перенесений туди з Аккіля. Вона продовжує з'являтися в джерелах з цього міста в період третьої династії Уру, коли Шульгі побудував там новий храм, присвячений їй. У назві року цього царя чи його попередника Ур-Намму згадується будівництво «храмової кухні» Ніншубур, що може бути пов'язано з фундаментною табличкою, присвяченою їй, знайденою в Уруку, хоча це залишається невизначеним.
Документ часів правління Шу-Сіна свідчить, що Ніншубур також поклонялися в Бад-Тібірі.

### Лагаш і Гірсу

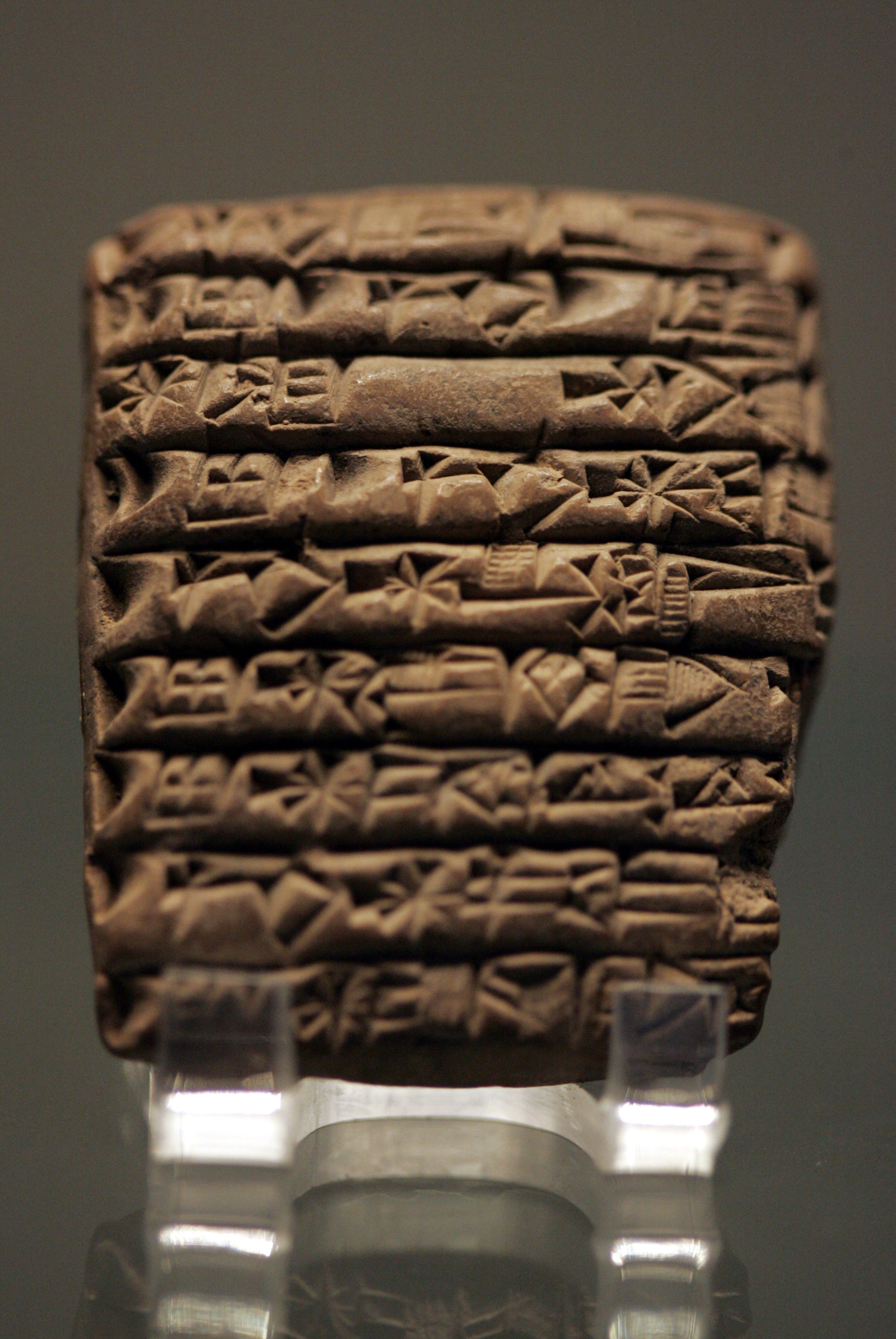
Табличка із згадкою про жертвоприношення різним богам, яким поклонялися в країні Лагаш, у тому числі Ніншубур. Лувр.

Ніншубур добре засвідчена в джерелах держави Лагаш. Пожертви їй зазвичай робили в місті Гірсу. Їй уже поклонялися там, коли територія була під владою Лугальанди (близько 2400 р. до н. е.), під час правління якого її святкували під час фестивалів Нанше та Нінгірсу та отримували підношення від дружини царя Барнамтарри. Немає жодних доказів, що стосуються Ніншубур з часів правління попередника Лугаланди Енентарзі, що може свідчити про її початковий статус як божества простолюдинів, і яка почала отримувати приношення від офіційної адміністрації лише в період правління останнього монарха. Храм, присвячений їй, E-ešbarmeluḫḫa, «дім рішень, який очищає мене», існував у Гірсу. Можливо, хоча й не певно, що E-mekilibbasagil, «будинок, який піднімає на висоту всіх мене», відомий з пізніших царських написів, також знаходився в цьому місті. Лише одне теофорне ім'я, яке викликає Ніншубур, відоме в районі Лагаша ранньодинастичного періоду, Ніншубур-амаму, «Ніншубур — моя мати».
Пізніший правитель Лагаша, Урукагіна, вважав Ніншубур своїм особистим божеством. У списках жертв його правління вона була поставлена вище за Месанду, який, можливо, грав аналогічну роль під час правління попередніх місцевих королів. Пузер-Мама, який правив Лагашем близько 2200 р. до н. е., згадує Ніншубур у своїх царських написах, можливо, посилаючись на шанування Урукагіни до неї, оскільки ймовірно, що вони походили з однієї родини і, отже, мали ту саму особисту богиню, хоча він також міг вважати її божественним посередником, який гарантував Лагашу його територіальні права, відновлені від правителів Аккадської імперії. Іншим правителем Лагаша, який вважав її своєю особистою богинею, був Наммахані, зять Гудеа. Сам Гудеа називав Ніншубур своєю нін («коханкою»). З часів правління Наммахані та Ур-Нінгірсу II також відомі статуї, присвячені за життя правителя Ніншубур та Нінгішзіді.

### Ур і Енегі
Ніншубур вперше засвідчено в Урі в період третьої династії. У текстах з цього міста згадується E-ninbitum («Будинок, придатний для Пані»), храм, присвячений їй, або, згідно з Вольфгангом Геймпелем, целла в храмі, присвяченому Інанні. Це може бути той самий храм, що й E-aggasummmu, «дім, який дає накази», також, як припускають, розташований в Урі. Шульгї називав її «коханкою». Однак вона не фігурує в офіційних культових календарях і списках пропозицій з цього місця з часів правління його династії, незважаючи на те, що вона була популярним божеством, що, за словами Джулії М. Ашер-Грев, знаходить паралель у положенні Нанше в місцевому пантеоні. Посилання на «Ніншубур з Енегі» також зустрічаються в текстах з Ура. Було припущено, що вона була введена в останнє місто з Урука, оскільки місцевий пантеон включав інших типово урукейських божеств, таких як обожнений герой Гільгамеш і його мати Нінсун. Згадки про те, що Ніншубур отримує там підношення, також зустрічаються в текстах Пузріш-Дагана. В одному випадку Ніншубур з Енегі називається «мала Ніншубур» (Ninshubur-banda), на відміну від Ніншубур з Аккіла або Урука, яка згадується як «велика Ніншубур» (Ninshubur-gula).
Під час розкопок Ура були знайдені каплиці Ніншубур і Гендурсага, а також присвячені їм вотивні предмети періоду Ісін-Ларса. Невідомо, чи статуя, знайдена в каплиці Ніншубур, представляє якесь божество, чи людину, наприклад, принцесу або жрицю, хоча було відзначено, що їй бракує рогатої корони, яка асоціюється з божественністю. «Лист-молитва» до Ніншубур (UET 6/1, 7), яка вказує на те, що такі тексти були представлені статуї божества, також вважається з Ура, хоча вважається ймовірним, що його надіслав король Ларси, можливо, Рім-Сін I. Записи свідчать про те, що він будував храми жіночих і чоловічих Ніншубурів. У написі, присвяченому будівництву храму Ніншубур в Урі, він називає це божество богинею, тоді як у більш пізньому, присвяченому поразці Урука, — богом. Ймовірно, він був особливо відданий цьому божеству.

### Інші міста
Ніншубур з'являється в джерелах з Ніппура вже в ранній династичний період, і цілком можливо, що вона була введена в місцевий пантеон безпосередньо з Аккіля, як у випадку з Уруком. У старовавилонський період вона отримувала підношення в храмових комплексах Енліля та Нінурти. Її храмом у цьому місті був Еаккілдуку, «дім плачу, чистий курган». Можливо, його можна ідентифікувати з безіменним святилищем, згаданим у написі, датованому правлінням Іббі-Сіна.
Ще до саргонічного періоду Ніншубур також була присутня у пантеоні Адаба. Мескігаль, правитель цього міста, вважав її своїм особистим божеством і присвятив їй статую за життя себе, своєї дружини та дітей. У документі про роздачу хліба в храмах Адаба вказується, що один із них був присвячений Ніншубур, і що в його персоналі була жриця нін-дінгір. Хоча позиція Ніншубур у списках жертвоприношень вказує на те, що вона була головним божеством у місцевому пантеоні, засвідчено дуже мало теофоричних імен, які зверталися до неї.
Ніншубур також засвідчена у ранніх династичних текстах із Шуруппака, культового центру Суду. В Уммі їй поклонялися разом з Інанною із Забалама.
За Дженні Маєрс, Ніншубур також засвідчена у Сіппарі, де теонім, згідно з нею, слід читати фонетично в шумерських іменах і як «Ілабрат» у менш поширених аккадських. Поклоніння Ніншубур в цьому місті більше не засвідчено після правління Сін-Мубалліта. Причини цього невідомі.
У Мальгіумі, державі, розташованій на південь від Ешнунни, Ніншубур поклонялися в храмі, побудованому місцевим царем Такіл-іліссу старовавилонського періоду. Напис свідчить, що різні свята, присвячені цьому божеству, проводилися у дворі храму Ulmasītum який носив церемоніальну назву Emaš (можливо, помилкове написання Eulmaš). У цьому ж тексті Ніншубур викликається у формулі прокляття разом з Ану, Улмашітумом, Аннунітумом і божественними левами Дан-бітумом і Рашуб-бітумом, щоб гарантувати, що ніхто не видалить ім'я Такіл-іліссу з фундаменту храму.
У Телль Іщалі святилище Ніншубур було частиною храмового комплексу місцевої богині Кітітум. Його штат міг включати священика.
Інші міста, де, очевидно, поклонялися Ніншубур, включають Аккад (у саргонський період), Ісін, Ларса, Марі та в старовавилонський період, а пізніше Вавилон і Кіш, але важко сказати, чи було згадане божество жіночим Ніншубур, чоловічим Ніншубуром чи Ілабратом.

## Міфологія
У літературних текстах Ніншубур часто супроводжує Інанну.

### Сходження Інанни в підземний світ
Ніншубур з'являється в міфі «Сходженні Інанни в підземний світ». Наразі твір відомий із п'ятдесяти восьми копій старовавилонського періоду, більшість з яких знайдено під час розкопок в Урі та Ніппурі, а також із фрагмента середньовавилонського періоду. Передбачається, що він входив до програми писарських шкіл. Однак жодних прикладів І тисячоліття до нашої ери не відомо.

Перед тим, як Інанна вирушить у подорож до країни мертвих, мабуть, спонукувана бажанням заволодіти нею вона інструктує Ніншубур, що робити, якщо вона не повернеться через три дні. Передбачається, що ця сцена має підтвердити, що вона не збирається залишатися в пастці підземного світу назавжди. Після закінчення цього часу Ніншубур, дотримуючись вказівок своєї господині, оплакує її смерть, нарікаючи та одягаючи лахміття, і благає богів Енліля, Нанну та Енкі, намагаючись переконати їх врятувати Інанну. У всіх трьох випадках вона повторює ту саму формулу:
(…) не дозволяй своїй дочці вклонятися (нікому в потойбічному світі)! Не дай змішатися твоєму прекрасному дорогоцінному металу з брудом потойбічного світу! Не дай розколотися твоєму прекрасному лазуриту, як каменю каменерізу! Не дай, щоб твій самшит був розпиляний, як теслярське дерево! Не дай діві Інані схилитися в потойбічному світі!
Віктор Гуровіц вважав можливим, що терміни, які Ніншубур використовує, щоб проілюструвати можливу жахливу долю Інанни в підземному світі під час її спроб переконати інших богів допомогти їй, можуть бути міфічним відображенням ритуалу відновлення пошкодженої статуї. У той час як перші два боги, до яких наближається Ніншубур, Енліль і Нанна, відмовляються їй допомогти, їй врешті вдається отримати допомогу Енкі. Він створює двох істот, galatura та kurĝara, які згодом повертають Інанну.

Після того, як Інанна повертається у світ живих, Ніншубур, яка чекала біля воріт підземного світу, кидається до її ніг. Галла-демони, які супроводжують Інанну, пропонують взяти Ніншубур, щоб замінити її в підземному світі, але вона протестує:
(…) Це мою служителька чесних слів, мій ескорт надійних слів. Вона не забула моїх настанов. Вона не нехтувала наказами, які я їй давала. Вона плакала за мною на курганах руїн. Вона била в барабан для мене у святилищах. Вона обходила для мене домівки богів. Вона виколола собі очі заради мене, розірвала собі ніс заради мене. Наодинці вона роздирала собі сідниці заради мене. Як жебрачка, вона одяглася в один одяг. Наодинці вона спрямувала свої кроки до Е-куру, до дому Енліля, і до Уріму, до дому Нанни, і до Ерідуґу, до дому Енкі. Вона повернула мене до життя. Як я можу віддати її тобі?
Оскільки Ніншубур є вірною служанкою, яка належним чином оплакувала її, демонам не дозволено її забрати. Інанна також не дозволяє їм взяти ще двох слуг, яких вони зустрічають, Шару та Лулаля. Зрештою вони досягають міста Думузі Бад-Тібіра, де з'ясовується, що він не оплакував смерть Інанни, що розлютило її. Його поведінка, на відміну від поведінки Ніншубур (а також поведінки Шари та Лулала), має на меті виправдати його подальшу долю. Інанна дозволяє галлі забрати його. Ніншубур не згадується у збережених рядках решти оповіді, яка зосереджена на спробі Думузі уникнути своєї долі та його ув'язнення в підземному світі.
Альєна Ґадотті зазначає, що між роллю Ніншубур в «Сходження Інанни» та Гільгамеша в іншому творі на схожу тематику — «Гільгамеш, Енкіду та підземне царство» — існує «перевернутий паралелізм»: у першому випадку служниця просить допомоги від імені своєї господині, тоді як у другому тексті ролі помінялися, і саме Гільгамеш хоче повернути свого супутника Енкіду назад. Діна Кац припускає, що оскільки «Сходження Інанни» був широко розповсюдженим текстом, цілком імовірно, що ця частина останнього оповідання була частково натхненна ним.
Папсуккал бере на себе роль Ніншубур в аккадській адаптації «Сходження Інанни», зосередженій на двійнику Інанни, Іштар, але він прямо не визначений як її особистий слуга, і в тексті стверджується, що він служив «великим богам» як група.

### Інанна та Енкі
У міфі «Інанну та Енкі» Ніншубур допомагає своїй господині втекти від ворогів, надісланих за нею Енкі на Небесному човні ma2an-na, який також згадується у сучасній літературі як «Обидва Ан». Назва човна також засвідчена у фрагменті інакше невідомого оповідання про Інанну та Енмеркара та в текстах з Пузріш-Даґана, де воно з'являється в асоціації з Інанною та Нанайєю під час свята, а також у списках приношень із старовавилонських Ісіна, Ларси та Ніппура.
Після того, як Інанна вкрала ме, жахливі слуги Енкі атакують човен шість разів, але щоразу вона повторює Ніншубур формулу «вода не торкнулася твоїх рук, вода не торкнулася твоїх ніг», що, за Бендтом Альтером, має на меті вказати, що поки вони залишаються поза водою, вони знаходяться поза досяжністю Енкі. Після успішної втечі вони досягають Урука, і Ніншубур запитує Інанну, куди вона планує вивантажити вкрадені речі. Решта міфу збереглася погано.

### Поема Агушая
В аккадському міфі, відомому під назвами «Поема Агушая» або «Гімн Агушая», Ніншубур доручено надати Іштар (подібність Інанни) інформацію про грізного Салту («розбрат»), супротивника Еа (подібність Енкі), створеного для неї, який мав служити її дзеркальним відображенням. Особливістю цього тексту є повторювані орфографічні помилки окремих слів у мові Ніншубур. Хоча було припущено, що це просто помилки писаря, Бенджамін Р. Фостер припускає, що це неправдоподібно, оскільки всі вони зустрічаються у двох послідовних рядках, і припускає, що вони були використані навмисно, щоб показати Ніншубур, яка заїкається в шоці через страхітливий характер Салту та її схожість з Іштар, перекладаючи текст відповідно:
Вона б-буває дивною у своїх вчинках, її п-поведінка нерозумна (…)

## Галерея

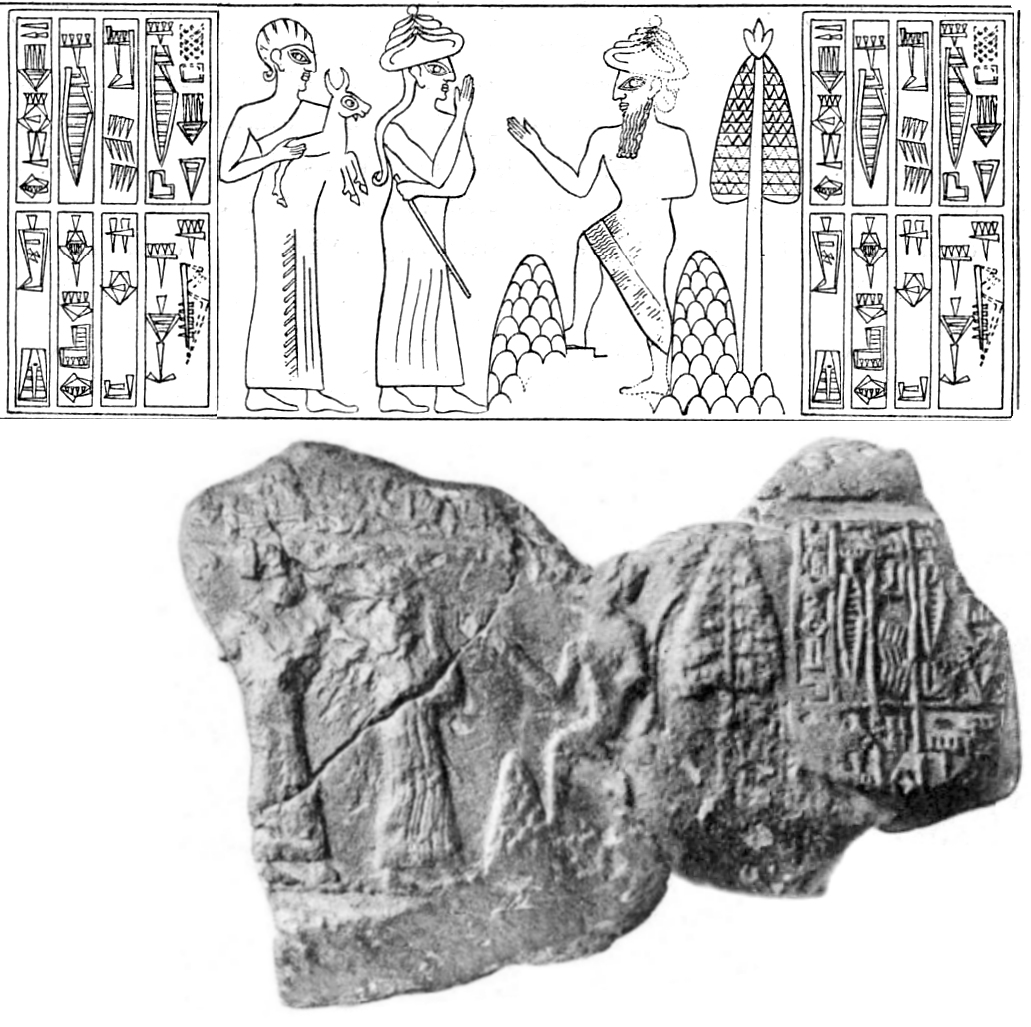
Печатка Лугаль-ушумгала як слуги Шар-Калі-Шаррі, можливо, із зображенням Ніншубур
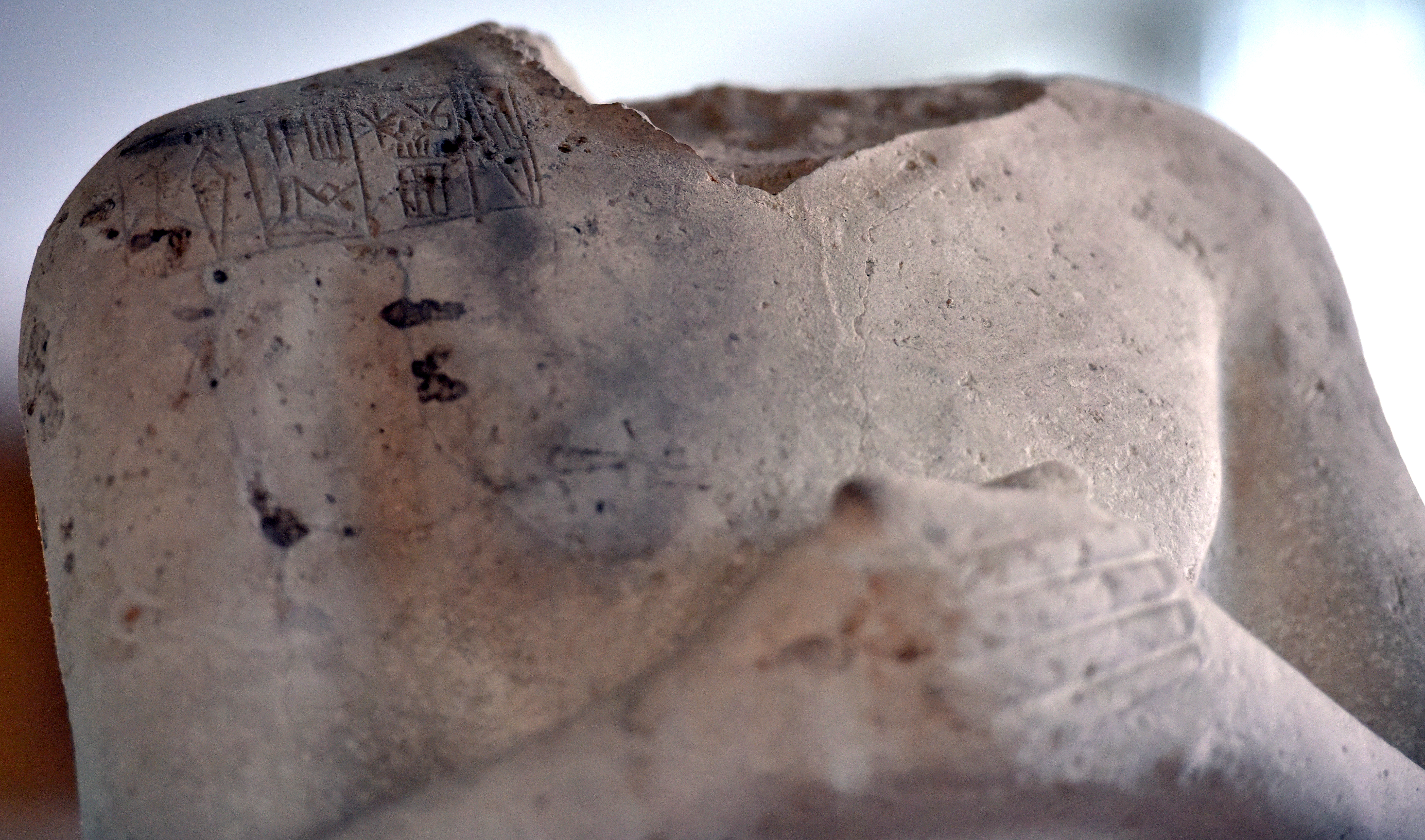
На правому плечі згадується ім'я божества Ніншубур. З Адаба, Ірак. 2600-2370 РР. ДО Н.Е. Музей Іраку.
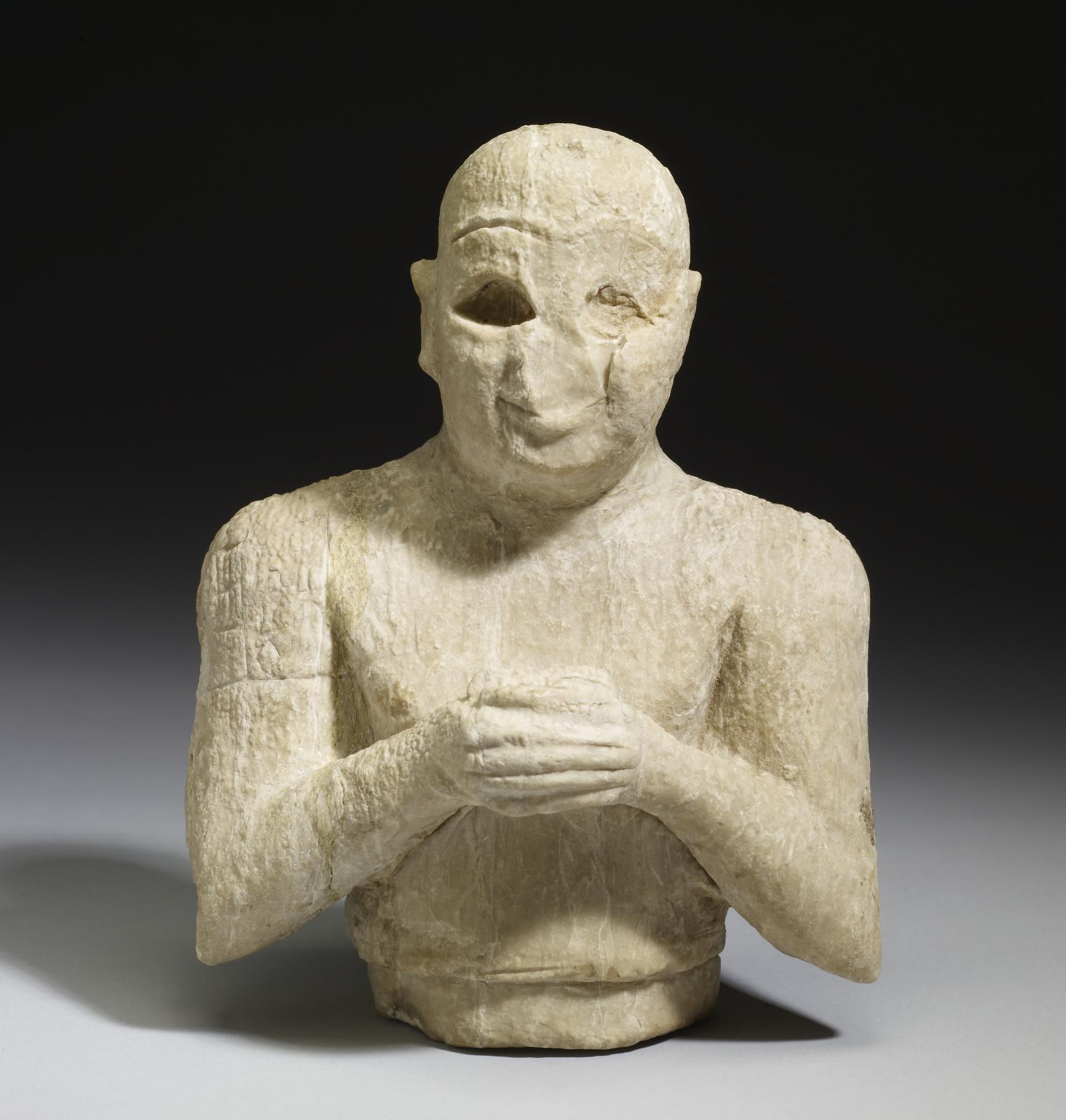
Давньошумерська кальцитно-алебастрова фігурка чоловіка, що поклоняється. 2500 Р. ДО Н.Е. - 2250 Р. ДО Н.Е. Напис на його правій руці згадує Ніншубур.
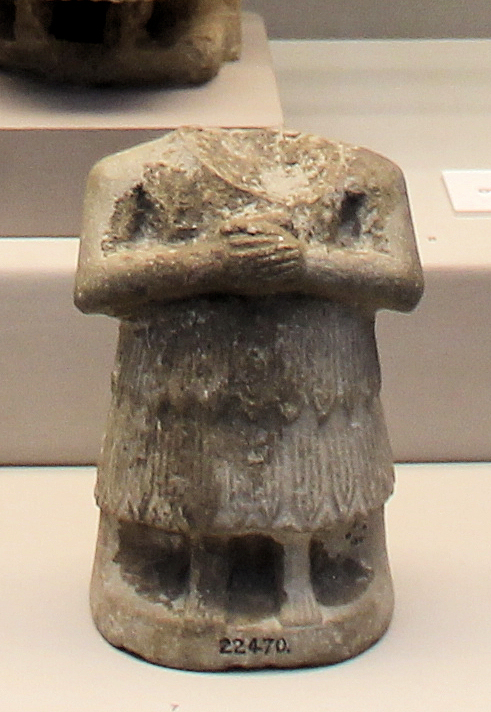
Статуя з Дера, присвячена Ніншубур Енці та його сином Амар-кіку. 2400 рік до нашої ери). Британський музей, BM 22470.

## Виноски
1. ↑  Беате Понґратц-Лейстен зазначає, що гуррити ніколи не вважалися чужинцями в месопотамських джерелах, на відміну від інших сусідніх груп, таких як гути, найімовірніше, через те, що їхня культура також мала міський характер.[10] За словами Тоні Шарлах, жителі Субарту розглядалися як «сусіди, чия мова (і, можливо, культура) були гідні ближчого знайомства».[11]
2. ↑  Свідчення про поклоніння Іґаллі є в давньовавилонському Уруку, де, за написами на печатках, його вважали спеціалістом з очищення (ішибом) Еанни.[28]
3. ↑  Ніншубур і Папсуккал безпосередньо прирівнюються в рядку 41 таблиці I.[77]
4. ↑  Райан Д. Вінтерс стверджує, що, хоча в цьому тексті не можна знайти прямого твердження про це, Гадала-абзу можна імпліцитно вважати дитиною Енкі, оскільки він згадується після перерахування його синів і доньки.[84]
5. ↑  Подібний зв'язок з Ламмою також приписувався Нанаї, яку вважали «пані Ламми».[114] Її вважали слугою Інанни, як і Ніншубур, і в списках богів, наприклад, у списку Вайднера, вона зазвичай з'являється після останньої, перед будь-якими іншими спорідненими божествами (такими як Канісурра, Газбаба або Бізілла).[115]
6. ↑  Термін «ганзір», використаний для позначення цього місця в цьому уривку, рідко зустрічається в шумерській літературі, лише в «Гільгамеші, Енкіду та підземному світі».[179]